# Кимстач, Александр Григорьевич
Александр Григорьевич Кимстач (род. 17 октября 1941) — советский борец классического стиля, чемпион и призёр чемпионатов СССР, чемпион Европы, мастер спорта СССР международного класса (1970). Увлёкся борьбой в 1955 году. В 1962 году выполнил норматив мастера спорта СССР. Участвовал в семи чемпионатах СССР.

## Спортивные результаты
- Чемпионат СССР по классической борьбе 1966 года — ;
- Классическая борьба на летней Спартакиаде народов СССР 1967 года — ;
- Чемпионат СССР по классической борьбе 1969 года — ;
- Чемпионат СССР по классической борьбе 1970 года — ;